# Mikael Jansson
Pour les articles homonymes, voir Jansson.
Mikael Jansson (né le 4 septembre 1965 à Umeå, Västerbotten) est un homme politique Suède. De 1995 à 2005, il est le chef du parti des Démocrates de Suède (SD). Il est remplacé par Jimmie Åkesson.